# Pixel Tablet
Pixel Tablet（ピクセル タブレット）は、2023年6月20日にアメリカ合衆国などで発売された、Google Pixelブランドのタブレット。設計、開発、販売元はGoogle。
同年5月11日から予約販売を開始し、日本では公式のGoogle Storeの他、auやソフトバンクからも発売された。

## 概要
Pixel Slate以来となる、Googleによって開発されたタブレットとなる。充電スピーカーホルダーと組み合わせて使うなど、他のAndroidタブレットとは異なる特色を有し、「置いても持っても使いやすいタブレット」「Google純正」であることが強調されている。

## 特徴

### デザイン
Google I/O 2022で外観に関する映像が公開された当初から、マットで柔らかいタッチ素材で作られたバックパネルなど、デバイスの柔らかく丸みを帯びたデザインが強調されていた。100%リサイクルアルミニウム製のボディを持ち、ナノセラミックコーティングがされている。

### 本体性能
解像度は2560×1600ピクセル（276ppi）で、アスペクト比が16:10の、10.95インチWQXGA LCDディスプレイを備える。
カメラのうち1つは前面に、もう1つはボディの背面側の右上隅にある。そのすぐ上に電源ボタンがある。前面カメラ・背面カメラも共に8メガピクセルで、1080p・毎秒30フレームの動画を撮影できる。右端には2つのスピーカーを備える。内蔵バッテリーの容量は27Whで、付属の充電ドックを使用して。内蔵ストレージは128GBまたは256GB、RAM（LPDDR5メモリ）は8GBである。CPU（SoC）はGoogle Tensor G2で、Titan M2セキュリティモジュールを搭載する。3.5mmイヤホンジャックは搭載しない。
最大12時間の動画ストリーミング視聴に対応するほか、ペン型端末での入力や、既にPixelスマートフォンに搭載されていた写真編集機能「消しゴムマジック」にも対応する。

### 充電スピーカーホルダー
付属の充電スピーカーホルダーに装着すれば、15W充電ができるほか、Nest Hubのようなスマートディスプレイにもなり、スマートスピーカーとしても機能する。搭載されているスピーカーはモノラルである。

### ソフトウェア
前身にあたるPixel Slateでは、OSはChromeOSを搭載していたが、本機種ではタブレット向け機能を強化したAndroid 13をインストールして出荷され、発売時から数えて3年間の機能アップデートと、5年間のセキュリティアップデートに対応していた。

## 歴史
本機種の発表以前の2019年6月、Googleは、前年に発売したChromeOS搭載のタブレット「Pixel Slate」の不振に伴い、タブレット事業からの撤退を表明した。これによって、Pixel Slateの後継機、2つの未発表のタブレットが開発中止となり、ラップトップ（Chromebook）であるPixelbookシリーズに専念することとなった。
しかし、その後の2022年3月、取り外し可能なタブレットスタイルの画面を備え、Nest Hubと似た特徴を持つ、Googleアシスタント搭載のスマートディスプレイを開発していると報じられた。実際に、その約2ヶ月後の5月11日に開催された「Google I/O 2022」にて、タブレット事業への再参入を表明。SoCとしてTensorシリーズを採用した、PixelブランドのAndroidタブレットの映像を公開の上、翌年にリリース予定と発表した。その月の後半には、Universal Stylus Initiativeによって、スタイラスペン対応の認定を受けた。
同年10月6日の「Made by Google 2022」で正式発表が行われた。翌年の2023年4月、アメリカ連邦通信委員会の承認を経て、同年5月10日に開催された「Google I/O 2023」の基調講演では、Pixel 7a及びPixel Foldと共に詳細が発表された。

## 評価
Googleのタブレット事業からの撤退表明後、The Vergeのディーター・ボーンは、Googleの「タブレット上のAndroidとChromeOSの制度的無視」を批判し、タブレットの取り組みを優先事項として位置付けていないことが失敗の原因と指摘した上で、AppleのiPad Proに追いつくのは難しいだろうと予測した。
その後、2022年のGoogle I/Oで、Pixel TabletとPixel Watchが発表されて以降、The Vergeのジョン・ポーターは、GoogleがAppleの「壁に囲われた庭」のようなエコシステム戦略に対し、微妙なアプローチを取っていると意見を述べ、同社のダン・ザイフェルトはタブレットのデザインが魅力的ではなく、安っぽく見えるとした。J.R.ラファエルも「上位モデル」の外観を反映していないことを認め、ただよりスマートディスプレイに似ていると推測し、GoogleはiPadと競争しようとしていないかもしれないと結論づけた。